# Rosália Rendu
A Bem-Aventurada Rosália Rendu FC (9 de setembro de 1786 — 7 de fevereiro de 1856) foi uma Filha da Caridade que foi líder operária e organizadora do cuidado para com os pobres dos cortiços da Paris do século XIX, que sofriam com a rápida migração de pessoas para as cidades durante o curso da Revolução Industrial. Ela foi beatificada pela Igreja Católica pela santidade de sua vida. Seu dia de festa é 7 de fevereiro.

## Biografia
Nasceu Jeanne-Marie Rendu em 9 de setembro de 1786, em Confort, França, não muito longe de Genebra. A mais velha de quatro meninas, ela veio de uma família de pequenos proprietários que gozava de uma certa afluência e de respeito nos arredores. Ela foi batizada no dia em que nasceu, na igreja paroquial de Lancrans. Seu padrinho por procuração foi Jacques Emery, um amigo da família e futuro superior geral da Sociedade de São Sulpício (Sulpicianos) em Paris.
Rendu tinha três anos de idade quando a Revolução estourou. A partir de 1790, era obrigatório para o clero fazer um juramento de apoio à Constituição Civil do Clero. Numerosos sacerdotes, fiéis à Igreja, recusaram-se a tomar esse juramento. Eles foram expulsos de suas paróquias, alguns sendo condenados à morte e outros tendo que se esconder para escapar de perseguições. A casa dos Rendus tornou-se um refúgio para estes sacerdotes, alguns a fugir para a Suíça. O Bispo de Annecy encontrou asilo ali sob o falso nome de Pierre. Jeanne-Marie ficou fascinada por este peão que era tratado melhor do que os outros. Uma noite, ela o descobriu celebrando uma missa.
Foi nessa atmosfera de fé, exposta aos perigos da denúncia, que Rendu foi educada. Ela fez sua Primeira Comunhão numa noite à luz de velas no porão de sua casa. Este ambiente excepcional forjou seu caráter.
A morte de seu pai, em 12 de maio de 1796, e a de sua irmã mais nova, aos quatro meses de idade, em 19 de julho do mesmo ano, abalaram toda a família. Rendu, ciente de sua responsabilidade como a mais velha, ajudava sua mãe, especialmente no cuidado com suas irmãs mais novas.
Nos dias seguintes ao Terror, lentamente, a vida começou a desenvolver uma nova normalidade. Madame Rendu, preocupada com a educação de sua filha, mandou-a para o internato das Irmãs Ursulinas em Gex. Lá Jeanne-Marie ficou dois anos. Ela era "muito inteligente", mas sua educação foi essencialmente prática. Durante os seus passeios na cidade, ela descobriu o hospital onde as Filhas da Caridade cuidavam dos doentes, e desejou juntar-se a elas. Sua mãe consentiu que Jeanne-Marie, apesar da sua tenra idade, pudesse passar algum tempo no hospital. Lá ela ganhou alguma experiência em cuidar de doentes.

## Filha da Caridade
Tendo decidido juntar-se às Filhas da Caridade, em 25 de maio de 1802, Rendu chegou à casa-mãe na Rue du Vieux Colombier, em Paris. Ela tinha quase 17 anos de idade. A reabertura do noviciado (suprimido pelo revolucionários) teve lugar em dezembro de 1800. Quando chegavam, as viajantes eram recebidas por cinquenta jovens em formação. Ao entrar na comunidade, ela foi tomou o nome de Rosália.
A jovem irmã Rosália sofria de uma constituição delicada que foi abalada pela reclusão exigida das noviças, e pela falta de exercício físico. A conselho de seu médico e de seu padrinho, o abade Emery, irmã Rosália foi mandada para a casa das Filhas da Caridade na Rue des Francs-Burgeois-Saint-Marcel no distrito de Mouffetard. Ela permaneceu lá por 54 anos.
Mouffetard era então um dos bairros mais pobres da capital em rápida expansão, com a pobreza em todas as suas formas, psicológica e espiritual. As casas eram arruinadas e úmidas, as ruas estreitas e precárias, com riachos de lama correndo por entre elas. Rendu fez seu "aprendizado" acompanhando as irmãs em visitas aos doentes e aos carentes. Entre esses momentos, ela ensinava catecismo e leitura para as meninas aceitas na escola livre. Em 1807, rodeada pelas irmãs de sua comunidade, fez votos pela primeira vez para servir a Deus e aos pobres.

## A Irmã Serva

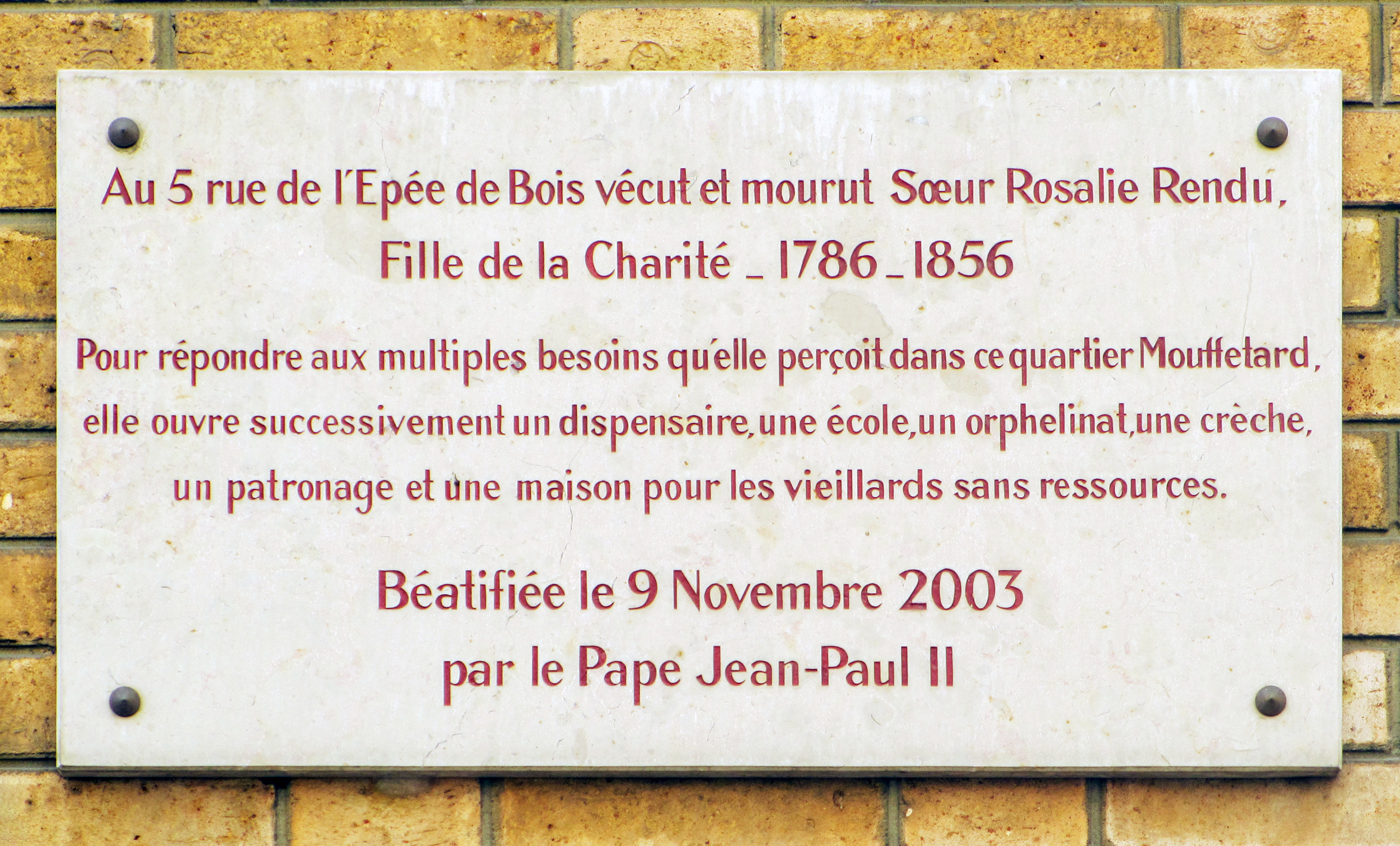
Placa sobre a Irmã Rosália Rendu - 3 rue de lÉpée de Bois, Paris, 5

Em 1815, Rendu se tornou a irmã serva (superiora religiosa local) da comunidade na Rue des Francs-Burgeois. Dois anos mais tarde, a comunidade se mudaria para a Rue de l'Épée de Bois por razões de espaço e comodidade. "Seus pobres", como ela passou a chamá-los, tornaram-se mais e mais numerosos durante esse momento difícil. Ela trabalhou com o Departamento do Bem-Estar estabelecido pelo governo napoleônico, na administração de um programa que fornecia vales para carvão e para alimentos. Ela enviava suas irmãs a todos os recantos ocultos da Paróquia de São Medardo, levando suprimentos, roupas, cuidados e uma palavra reconfortante.
Irmã Rosália lidava com os pobres com grande consideração, supondo que eles são muito mais sensíveis à maneira com que alguém lhes ajuda do que com o próprio auxílio em si. "Um dos melhores meios de fazer o bem para os pobres", ela afirmou, "é mostrando-lhes respeito e consideração."  O exemplo de Rendu animava suas irmãs. Ela encontrava forças em dizeres do fundador das Filhas da Caridade, São Vicente de Paulo: "Ide e visitai aos pobres dez vezes ao dia, e dez vezes ao dia encontrarás a Deus ... entrareis em suas casas pobres, mas lá encontrareis a Deus." Sua vida de oração foi intensa, como uma irmã afirmou, "... ela vivia continuamente na presença de Deus."
Rendu era atenta ao assegurar que suas companheiras tivessem tempo para a oração, mas, às vezes, houve necessidade de se "deixar Deus para Deus", como Vicente de Paulo ensinou a suas Filhas. Certa vez, enquanto acompanhava uma irmã numa visita de caridade, ela disse: "Irmã, comecemos nossa meditação!" Ela sugeriu o plano, a estrutura, em palavras poucas, simples e claras, e entraram em oração. Como uma monja em seu claustro, Rendu andava por toda a parte com o seu Deus. Ela falaria com Deus sobre uma família em perigo cujo pai já não tinha qualquer trabalho, sobre um idoso que se arriscava a morrer em isolamento: "Eu nunca orei tão bem quanto nas ruas,", ela diria.
Superioras enviavam postulantes e irmãs jovens para que Rendu as treinasse. Alocavam em sua casa, durante um período, aquelas um tanto difíceis ou frágeis. A uma de suas irmãs em crise, ela deu este conselho, o qual é o segredo de sua vida: "Se quiseres que alguém te ame, deves ser a primeira a amar; e se nada tens para dar, dá a si mesma." Com o aumento do número de irmãs, a oficina de caridade passou a ser uma casa de caridade, com uma clínica e uma escola. Ela via nisso a Providência de Deus.
Nas revoltas que se seguiram à Revolução de 1830, o arcebispo Quelen e outros clérigos refugiram-se na Rue de l'Épée de Bois.
Para assistir a todos que sofriam, Rendu abriu uma clínica gratuita, uma farmácia, uma escola, uma creche, um centro de saúde para mães, um clube para jovens trabalhadores e uma casa de repouso para idosos sem recursos. Organizava cursos de costura e de bordado para meninas e mães carentes. Logo, toda uma rede de serviços de caridade seria estabelecida para combater a pobreza.
Rendu era muito consciente da forma de receber os desvalidos. Seu espírito de fé via neles nossos "senhores e mestres." "Os pobres insultar-te-ão. Quanto mais rudes eles forem, mais dignas tereis de ser", disse. "Lembrai-vos, Nosso Senhor esconde-se por trás daqueles farrapos." Uma de suas companheiras observou que "os pobres mesmos notavam sua maneira de orar e de agir." "Humilde em sua autoridade, Ir. Rosália corrigia-nos com grande sensibilidade e tinha o dom de consolar. Seus conselhos, ditos de forma justa e dados com todo o seu carinho, penetravam a alma."
A reputação de Rendu cresceu rapidamente em todos os bairros da capital e também para além de cidades da região. Ela sabia rodear-se de colaboradores eficientes e dedicados. As doações fluíam rápido na medida em que os ricos eram incapazes de resistir à sua persuasão. Até mesmo a antiga realeza não se esquecia dela em sua generosidade. Bispos, presbíteros, o Embaixador da Espanha, o rei Carlos X, o poderoso general Louis-Eugène Cavaignac, e os homens mais ilustres de posses e de cultura, até mesmo o imperador Napoleão III e sua esposa, foram vistos muitas vezes em seu gabinete.
Estudantes de direito, de medicina, de ciência, de tecnologia, de engenharia, professores, e todas as outras escolas importantes procuravam Ir. Rosália por informações e por recomendações. Ou, antes de realizar uma boa ação, eles lhe perguntavam em qual porta deveriam bater. Rendu tornou-se o centro de um movimento de caridade que caracterizou Paris e a França na primeira metade do século XIX. Sua experiência foi de valor inestimável para esses jovens. Ela dirigia seu apostolado, guiava suas idas e vindas aos subúrbios e dava-lhes endereços de famílias em necessidade, escolhendo-as com cuidado. Depois, ela mediava discussões e reflexões apostólicas sobre suas experiências entre os necessitados.
Seu primo Eugène Rendu escreveu sobre ela: "o principal aspecto do caráter de Irmã Rosália era seu senso comum, elevado ao ponto de gênio." Em 1833, ela passou a orientar os primeiros membros da Sociedade de são Vicente de Paulo. Entre estes, o Bem-Aventurado Frédéric Ozanam, co-fundador da "Sociedade de São Vicente de Paulo," e o Venerável Jean Léon Le Prevost, futuro fundador dos Religiosos de São Vicente de Paulo, eram presenças assíduas à sua casa. Eles vinham com outros amigos a Rendu em busca de orientação para a realização de seus projetos.
Em 1840, ela ajudou a restabelecer as Senhoras da Caridade, as quais ajudavam nas visitas domiciliares. Em 1851, assumiu a direção de um orfanato.
Rendu também formou um relação com a superiora do Bom Salvador em Caen e pediu que ela também recebesse aqueles em necessidade. Ela tinha atenção particular para com presbíteros e religiosos com problemas psiquiátricos. Sua correspondência é curta mas comovente, atenciosa, paciente e respeitosa para com todos.
Não faltava trabalho em Mouffetard. As epidemias de cólera se seguiam uma atrás da outra. A falta de higiene e de recursos mantinham sua virulência. Mais particularmente em 1832 e em 1846, a dedicação que demonstrada e os riscos assumidos por Rendu e por suas companheiras foram além da imaginação. A irmãs assistiam aos vivos, acompanhavam os moribundos, e enterravam os mortos. A própria Rosália foi vista apanhando cadáveres nas ruas.
Em fevereiro de 1848, barricadas e batalhas sangrentas marcaram o conflito entre a classe trabalhadora e a elite. O arcebispo de Paris, Denis Augusto Affre, foi morto ao tentar intervir. Rendu ficou profundamente triste por isso. Ela mesma subia nas barricadas para tentar ajudar os combatentes feridos sem considerar suas lealdades políticas no conflito. Sem qualquer receio, ela arriscava sua vida nesses confrontos. Sua coragem e senso de liberdade rendia a admiração de todos.
Quando a ordem foi restabelecida, Rendu tentou salvar várias dessas pessoas que ela conhecia e que foram vítimas de repressão feroz. Ela recebeu muito apoio do prefeito do distrito, Dr. Ulysse Trélat, um verdadeiro republicano, que também era muito popular.
Em 1852, Napoleão III decidiu dar-lhe a grã-cruz da Legião de Honra. Ela se prontificou em recusar esta honraria, mas Jean-Baptiste Etienne, superior geral da Congregação da Missão e das Filhas da Caridade fez com que ela a aceitasse.

## Morte

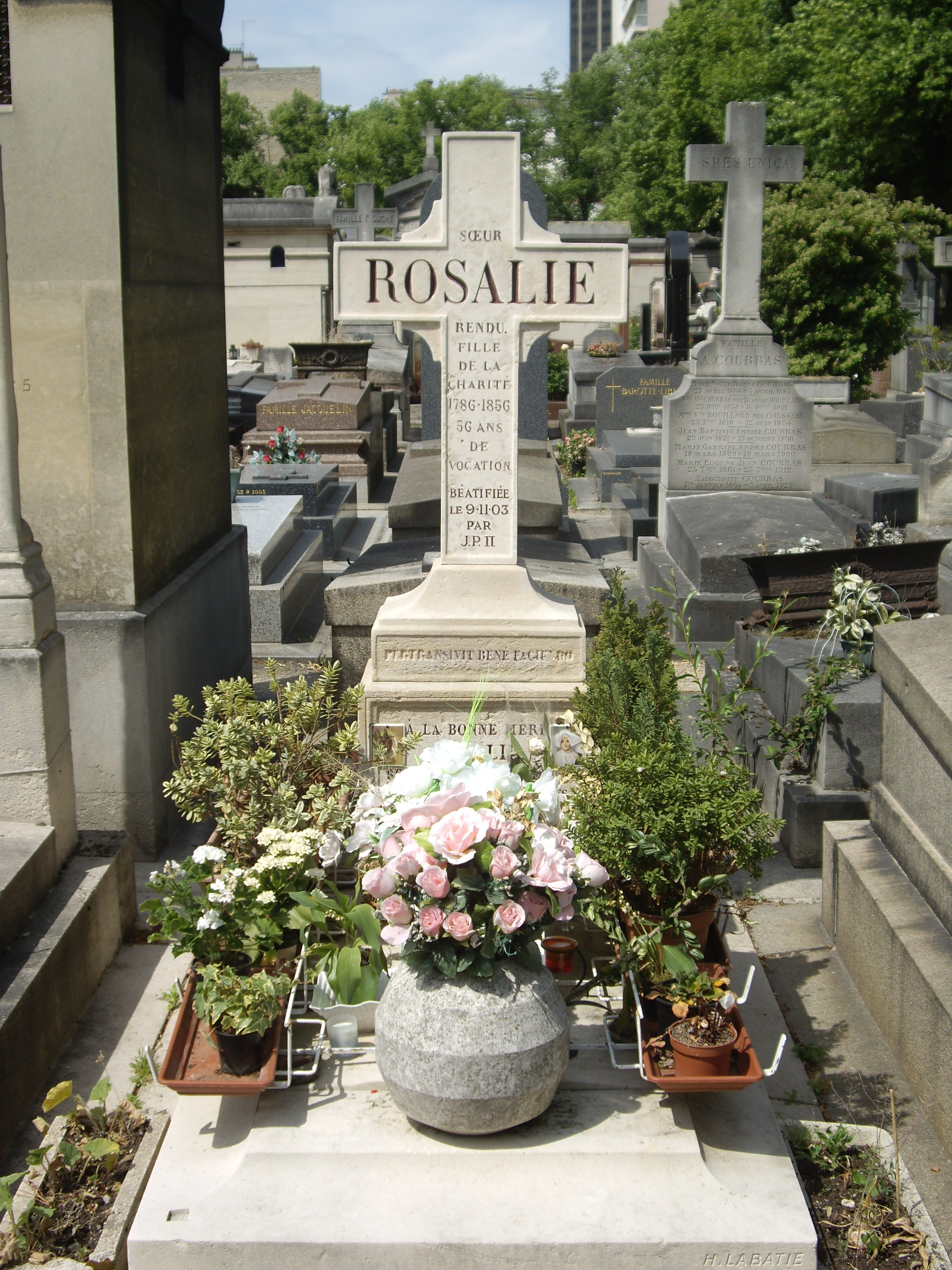
Túmulo de Rosália Rendu, Cemitério do Montparnasse.

Sempre com a saúde frágil, Rendu pouco se permitia descansar, superando a fadiga e a febre. No entanto, a idade, a enfermidade crescente, e a quantidade de trabalho a ser realizado eventualmente minaram-lhe a resistência e o ânimo. Durante os últimos dois anos de sua vida, ela perdeu a visão progressivamente. Ela faleceu em 7 de fevereiro de 1856, depois de uma enfermidade breve, mas aguda.
A comoção foi intensa no distrito e em todos os níveis da sociedade de Paris e do interior. Após o rito funeral na igreja de São Medardo, sua paróquia, uma multidão grande e emocionada seguiu seus restos mortais para o Cemitério de Montparnasse. As pessoas foram mostrar seu respeito para com as obras que ela realizara e mostrar seu afeto por essa freira extraordinária.
Diversos artigos de jornais testemunharam a admiração e até mesmo a veneração que Rendu recebeu. Jornais de todos os partidos ecoaram os sentimentos das pessoas.
L'Univers, o principal jornal católico da época, editado por Louis Veuillot, escreveu no dia seguinte ao de sua morte, em 8 de fevereiro: "Nossos leitores entendem o significado da tristeza que sobreveio aos pobres de Paris. Ao seu sofrimento, juntam-se as lágrimas e as orações dos desafortunados".
Le Constitutionnel, o jornal da esquerda anticlerical, não hesitou em anunciar a morte da Filha da Caridade: "Os infelizes do 12.º distrito acabam de experimentar uma perda lastimável. Ir. Rosália, superiora da Comunidade à Rue de l'Epée de Bois morreu ontem depois de uma longa enfermidade. Por muitos anos, esta respeitável mulher foi a salvação dos numerosos necessitados neste distrito."
O jornal oficial do Império, le Moniteur Universel, elogiou seus atos de gentileza: "Honras fúnebres foram dadas a Irmã Rosália com incomum esplendor. Por mais de cinquenta anos, esta santa mulher foi uma amiga para os outros num bairro onde há muitos desafortunados carentes e todas essas pessoas agradecidas acompanharam seus restos mortais à igreja e ao cemitério. Uma guarda de honra participou do cortejo".
Muitos visitantes começaram a ir ao cemitério para meditar e orar, mas tinham dificuldade de localizar o túmulo comum reservado às Filhas da Caridade. O corpo de Rosália foi então movido para um canto mais acessível, perto da entrada do cemitério. No túmulo simples encimado por uma grande cruz estão gravadas estas palavras: "À Irmã Rosália, de seus amigos gratos, os ricos e os pobres". O túmulo permanece enfeitado com flores.